# Fun in Acapulco
Fun in Acapulco is een Amerikaanse muziekfilm in kleur uit 1963 met in de hoofdrollen Elvis Presley en Ursula Andress.
Fun in Acapulco was Presleys dertiende film en betekende zijn laatste grote succes vóór de Beatlemania naar de Verenigde Staten overwaaide. Presley zong dertien liedjes waarvan vooral het nummer Bossa Nova Baby veel bijval genoot. De film was de meest succesrijke musicalfilm van 1963. 
Regie was van Richard Thorpe.

## Verhaal
De jonge Mike Windgren is trapezeacrobaat, die na een dodelijk ongeval gestopt is. Bij het begin van de film werkt hij op een jacht in Acapulco, maar wordt al snel ontslagen.
Raoul, een Mexicaanse schoenpoetser die Mike heeft horen zingen, bezorgt hem werk als zanger en badmeester in het plaatselijke Hilton hotel. Mike scoort goed bij de vrouwen dankzij zijn nieuwe bezigheden: hij stoeit zowel met Dolores, een vrouwelijke torero, als met Margarita, de dochter van de chef-kok. 
Dit valt niet goed bij Moreno, die ook in het hotel werkt, en bovendien voor spectaculair spektakel voor de toeristen zorgt door elke avond van La Quebrada, een 45 meter hoge klif, in zee te duiken. 

## Rolverdeling
| Acteur           | Personage          |
| ---------------- | ------------------ |
| Elvis Presley    | Mike Windgren      |
| Ursula Andress   | Margarita Dauphin  |
| Elsa Cárdenas    | Dolores Gomez      |
| Paul Lukas       | Maximilian Dauphin |
| Larry Domasin    | Raoul Almeido      |
| Alejandro Rey    | Moreno             |
| Robert Carricart | Jose Garcia        |
| Teri Hope        | Janie Harkins      |